# علي أباد (شمس أباد)
علي أباد (بالفارسية: علی‌آباد) هي قرية تقع في إيران في مركزي. يقدر عدد سكانها بـ 73 نسمة .